# Grupul Stereo
Grupul Stereo a fost un duo vocal format din Crina Mardare și Elena Perianu, activ în perioada anilor 1980.

## Istoric
Grupul Stereo a luat ființă în 1981, ca o colaborare între cele două intrprete de muzică ușoară, Crina Mardare și Elena Perianu și compozitorul Adrian Enescu. Primul lor single a fost lansat pe disc vinil la Electrecord, cu două piese, „Dansul timpului” și „În vis”. Adrian Enescu a abordat un stil muzical electropop, disco-funk dansabil.
În anul 1985, Electrecord a edita singurul LP al grupului, pe disc de vinil și casetă audio. Muzica a fost compusă de Adrian Enescu, iar textele semnate de poetul Lucian Avramescu. Albumul de electropop a fost mai elaborat decât cel din 1981, aliniat trendului internațional al vremii, și a inclus și influențe folclorice. Acest album a fost considerat unic în peisajul pop al anilor 1980, pentru că a deschis un drum nou pentru muzica românească. 
În anul 2024, Electrecord a reeditat albumul, in format de vinil, casetă și CD. Între anii 1987-1992, Grupul Stereo a făcut backing vocals pentru formația Sfinx, cu turnee internaționale în Danemarca, Suedia, Norvegia. Elena Perianu a rămas 6 luni în Groenlanda, iar locul ei a fost luat de Zoia Alecu. După părăsirea grupului, Elena Perianu a cântat împreună cu formația Roata, alături de chitaristul Sorin Chifiriuc și basistul Valentin Badea.

## Discografie

### Albume
- Grupul Stereo – 1985, reeditat în 2024

### Singles
- Dansul timpului/În vis - 1981 (single)